# كأس اليونان 1965–66
كأس اليونان 1965–66 (باليونانية: Κύπελλο Ελλάδος ποδοσφαίρου ανδρών 1965-66)‏ هو الموسم 24 من كأس اليونان. أشرف على تنظيمه الاتحاد الإغريقي لكرة القدم، وفاز فيه أيك أثينا.